# Vjačeslav Skok
Vjačeslav Aleksandrovič Skok (in russo Вячеслав Александрович Скок?; Ržev, 3 settembre 1946) è un ex pallanuotista sovietico, vincitore di una medaglia d'argento a Città del Messico 1968.